# Connecteur (linguistique)
Pour les articles homonymes, voir Connecteur.
En linguistique, la notion de connecteur n’a pas de définition généralement acceptée. Il est néanmoins généralement admis qu'un connecteur est un mot ou un groupe de mots ayant la fonction de lier entre elles des unités linguistiques dans le cadre d’unités linguistiques plus complexes que celles qui sont interconnectées : membres de syntagme dans un syntagme, syntagmes dans une une phrase simple ou dans une proposition, propositions dans une phrase complexe, phrases complexes dans un paragraphe, paragraphes dans un discours ou texte, et est l’une des catégories d’entités linguistiques qui assurent la cohésion et la cohérence de ces unités linguistiques.
La linguistique a pris le terme « connecteur » à la logique formelle, qui prend en compte des connecteurs logiques. Ceux-ci réalisent des opérations logiques et correspondent à des mots outils du langage naturel, par exemple la conjonction logique (correspondant à et) ou la disjonction logique, correspondant à ou. Cependant, la linguistique a étendu la signification du terme à tout mot ou groupe de mots ayant la fonction susmentionnée.
Les opinions divergent aussi bien concernant les unités linguistiques dans lesquelles des connecteurs fonctionnent, que les entités dénommées par des termes de la grammaire (préposition, conjonction, adverbe, etc.) qui peuvent avoir cette fonction.

## Entités linguistiques constituant des connecteurs
Certains linguistes considèrent ces entités comme un ensemble ouvert, dans lequel certaines forment une région centrale marquante. La possibilité de les employer en tant que connecteurs est évidente. D’autres entités se situent à la périphérie de l’ensemble, la distinction entre la fonction de connecteur et une autre fonction n’étant pas claire dans leur cas. On peut les considérer comme des connecteurs occasionnels. D’autres entités entrent d’une manière tout à fait occasionnelle dans cet ensemble, mais en fait, toutes deviennent des connecteurs seulement au cours de la communication par la langue. La classification suivante des connecteurs est faite en utilisant des catégories de la grammaire traditionnelle.
On considère tout d’abord comme des connecteurs les conjonctions de coordination,,,,,: et, ou, mais, donc.
Certaines conjonctions de subordination sont également considérées comme des connecteurs ((en) because – (hu) mert « parce que », (en) while « alors que »), d’autres en étant exclues, par exemple (fr) que – (hu) hogy,.
Des mots considérés traditionnellement comme des adverbes et des locutions adverbiales, appelés en anglais conjuncts ou conjunctive adverbs « adverbes conjonctifs » peuvent aussi être des connecteurs : (en) so « si bien que », therefore « par conséquent », (fr) pourtant – (en) however – nevertheless – (de) allerdings – (hu) mégis, (fr) en somme, (fr) au contraire, (en) on the other hand « d’autre part », (hu) ezzel szemben « par contre ».
Des groupes de mots, dont certains sont des propositions à l’origine, nommés par certains « expressions courantes », ont également la fonction de connecteurs : il est vrai que…, cela dit…, admettons que…, ce qui veut dire que…, quoi qu’il en soit…, toujours est-il que….
On trouve aussi l’opinion que certaines prépositions et locutions prépositionnelles sont des connecteurs, notamment celles utilisées avec un verbe à l’infinitif ou avec un nom d’action, ces constructions pouvant avoir le même sens que celui de constructions conjonction + verbe à un mode personnel : (fr) depuis (sens temporel), durant, pour, en dépit de. Exemples en phrases : Grâce aux efforts que vous avez fournis, vous avez réussi, À cause de la pollution, on ne peut plus pêcher dans cette rivière.
Peuvent être des connecteurs occasionnels certains adverbes, par exemple toujours, dont le sens de base est temporel, et qui devient connecteur dans certains contextes : Allons au bistro ! On y sera toujours au chaud.
Des propositions quelconques peuvent aussi devenir des connecteurs dans certaines situations de communication :
- (fr) Tous les jours, l’été, lorsque le soleil commençait à baisser,… – connecteur à sens temporel introduisant un paragraphe de légende[7] ;
- (hu) – Ez a Kati igazán csinos lány. – Ez nem akadályozza meg abban, hogy pocsékul főzzön. « – Cette Kati est une fille vraiment jolie. – Ça ne l’empêche pas de cuisiner très mal. » (phrase équivalente à « Mais qu’est-ce qu’elle cuisine mal ! », avec le connecteur mais)[4].

Même des éléments prosodiques peuvent devenir des connecteurs, telle l’intonation exclamative dans la phrase (hu) – Pocsékul főz! « Elle cuisine très mal ! », equivalente de celle ci-dessus, et même des éléments extra-linguistiques, comme un geste ou une mimique.

## Unités linguistiques liées entre elles par des connecteurs
Il ressort de ce qui est présenté ci-dessus que, selon certains linguistes,, les plus petites unités liées entre elles par des connecteurs se trouvent à l’intérieur des syntagmes et des phrases simples ou propositions de phrases complexes, ce sont donc des mots ou groupes de mots à fonction syntaxique (termes de la proposition). Ces connecteurs sont des conjonctions et des prépositions.
Des unités supérieures aux syntagmes sont les propositions membres de phrases complexes, propositions connectées entre elles par des conjonctions et certains adverbes. Des phrases simples et complexes voisines dans un paragraphe (unité d’un texte écrit et, par extension d’un discours oral) ou dans un dialogue sont interconnectées par des conjonctions, des adverbes et des entités plus complexes que celles-ci. À noter que certains linguistes ne parlent pas de connecteurs dans le cas d’unités plus petites que le paragraphe.
Compte tenu du fait que l’unité linguistique la plus étendue est le discours ou le texte et que celui-ci est composé d’unités de niveaux inférieurs, aux niveaux mentionnés jusqu’ici, les connecteurs contribuent à la réalisation de la microstructure et de la mésostructure du discours/texte. Ces connecteurs sont appelés par certains auteurs marqueurs de relation, ou coordonnants.
La macrostructure du discours/texte est réalisée par des liens entre ses paragraphes, à quoi contribuent des connecteurs appelés organisateurs textuels par certains linguistes. Ce sont une partie des marqueurs de relation, plus d’autres entités. Par exemple, une locution prépositionnelle comme grâce à n’est pas un organisateur textuel, mais des mots tels la conjonction donc, l’adverbe ensuite, la locution adverbiale en premier lieu, l’expression courante il est vrai que, le sont.
On ne fait pas toujours la distinction entre marqueur de relation et organisateur textuel. On trouve aussi pour ces entités les termes communs « articulateur », « marqueur de discours » ou « marqueur discursif », ou bien « charnière ».

## Fonctions des connecteurs
La fonction principale des connecteurs est de lier entre elles des unités linguistiques, pour contribuer ainsi à la réalisation de la cohésion et de la cohérence structurelles des parties du discours/texte et de son ensemble.

### Fonctions sémantico-logiques et sémantico-pragmatiques
Certains auteurs distinguent des connecteurs selon deux types de liens réalisés. Les connecteurs logiques seraient, dans le langage naturel, ceux de la logique formelle et ceux qui leur sont équivalents. Ces connecteurs relient des propositions au sens logique du terme, c’est-à-dire des expressions de la factualité d’un état de choses donné, autrement dit auxquelles on peut attribuer une valeur de vérité (vrai ou faux). Les connecteurs qui n’entrent pas dans cette catégorie sont appelés pragmatiques, par exemple la conjonction (en) because « parce que ». Conformément à une autre opinion, il n’est pas pertinent de distinguer connecteurs logiques et pragmatiques, parce que ceux appelés logiques ne relient pas toujours des propositions au sens logique, par conséquent on ne peut parler que de connecteurs en général, qui ont la fonction de réaliser des liens sémantico-logiques et sémantico-pragmatiques.

#### Au niveau micro- et mésostructurel
Du point de vue sémantico-logique et sémantico-pragmatique, les connecteurs réalisent premièrement des rapports de coordination au sens de ceux définis dans les grammaires traditionnelles pour les conjonctions de coordination, mais ce ne sont pas seulement des conjonctions qui y participent, et non seulement à l’intérieur de la proposition et de la phrase. Exemples :
- coordination copulative : Internet est une source inépuisable d’informations. De plus, c’est un remarquable outil de communication.[7] ;
- coordination adversative : Michel est d’accord avec le projet. Par contre, il refuse de travailler avec cette équipe.[6] ;
- coordination disjonctive : Tout le monde a une métaphysique. Patente, latente. Je l’ai assez dit. Ou alors on n’existe pas. (Charles Péguy)[19] ;
- coordination conclusive : (en) There has been no rainfall for some time. The ground is therefore very dry. « Il n’a pas plu depuis quelque temps. C’est pourquoi la terre est très sèche »[20].

Dans certaines grammaires on prend en compte la coordination causale aussi : (fr) Partons, car il se fait tard, (en) He is happy, for it is raining « Il est heureux, car il pleut ».
Il y a aussi d’autres types de relations réalisées par des connecteurs. Exemples de Chartrand 1999 :
- énumération : Internet est une source d’informations facilement accessible. Premièrement, de plus en plus de gens sont « branchés » au bureau ou à la maison. Deuxièmement, ces dernières années, une multitude de cafés Internet ont vu le jour, partout dans le monde.
- concession : La Toile est un outil de communication d’une rare efficacité. Bien sûr, il arrive parfois que le réseau soit débordé […]
- explication : Internet est un instrument de recherches remarquable. En effet, en quelques minutes seulement, l’utilisateur du Net peut accéder […]
- illustration : L’autoroute électronique comporte tout de même certains désavantages. Ainsi, la publicité inonde […] les internautes.
- synthèse : Bien qu’Internet soit perfectible et que la qualité des informations qu’on y retrouve laisse parfois à désirer, de plus en plus de gens […] en découvrent les multiples possibilités. En somme, l’inforoute demeure un merveilleux outil d’information et de communication.
- situation dans le temps : En 2001, 46 % des Québécois naviguaient dans Internet mensuellement. On peut maintenant présumer que la moitié des Québécois visitent la Toile fréquemment.

D’autres relations encore exprimées par des connecteurs sont mentionnées par Čirgić 2010 :
- situation dans l’espace : Ušli su u jednu sobicu na kraju hodnika. Onđe nije bilo ničega. « Ils sont entrés dans une petite pièce au bout du couloir. Là, il n’y avait rien. »
- manière : Obilazio je pogon triput dnevno. Tako je mogao imati uvid u sve što se događa. « Il faisait sa ronde dans l’usine trois fois par jour. Ainsi il pouvait avoir une image de tout ce qui s’y passait. »
- but : Hoćahu da obiđu sve glavne gradove južne Evrope. S tom namjerom krenuše na put krajem prošle neđelje. « Ils ont voulu passer par toutes les capitales de l’Europe du Sud. C’est dans ce but qu’ils sont partis en voyage la semaine dernière. »
- condition : Ljekove nikako ne smijete prestati uzimati. U tome slučaju bilo bi uzaludno sve što smo dosad napravili. « Vous ne devez aucunement cesser de prendre les médicaments. Dans un tel cas, tout ce que nous avons fait jusqu’à présent serait en vain. »
- exclusion : Svi su bili onđe već u osam. Samo se on pojavio tek poslije devet. « Tous y étaient à huit heures déjà. Lui seul n’est apparu qu’après neuf heures. »
- intensification : Mislim da je krajnje vrijeme za odlazak. Štoviše trebali smo otići i prije. « Je pense qu’il est grand temps que nous partions. Nous aurions même dû partir plus tôt. »

Il y a aussi des connecteurs caractéristiques pour certains types de langage, comme le langage scientifique. Exemples de Siepmann 2007 :
- annonce : Je me propose de passer en revue…, Nous verrons que…, Nous esquissons ci-dessous… ;
- digression : Notons au passage que..., Soit dit en passant, … ;
- exemplification : Soit…, (Prenons) un seul exemple…, Qu’il suffise de citer… ;
- hypothèse : On peut supposer que…, Supposons que… ;
- inférence : Il ressort de ce qui précède que…, Il découle de ces constatations que…, C’est dire que ;
- introduction thématique : Abordons maintenant…, Passons à… ;
- mise en relief : Encore faut-il remarquer que…, Notons que…, Précisons que… ;
- reformulation : (Pour le dire) en d’autres termes,… ;
- renvoi et attribution : X affirme que…, comme dit X, comme le précise X, Nous renvoyons sur ce point à X ;
- suggestion : Il va sans dire que…, Force est de constater que…, On peut penser que… .

#### Au niveau macrostructurel
À ce niveau, ce sont des organisateurs textuels qui fonctionnent, faisant la transition entre paragraphes. Ils se situent d’ordinaire à leur début, en marquant l’ordre et la progression des idées, surtout dans des discours/textes argumentatifs. Par exemple, le premier paragraphe nomme le thème du discours et formule une thèse s’y référant. Le deuxième paragraphe, qui peut commencer par D’abord,… ou Premièrement,…, présente un premier argument. Le troisième, débutant par exemple par Ensuite,… ou Deuxièmement,… avance un deuxième argument. Le quatrième présente éventuellement une concession, commençant par Bien sûr,…, que le locuteur/scripteur peut réfuter dans le même paragraphe en commençant une phrase par Mais… ou Cependant,…. Le dernier paragraphe est conclusif, pouvant commencer par En somme,… ou En conclusion,….
Les organisateurs textuels peuvent aussi être tout à fait occacionnels. Leur typologie est en partie la même que celle des marqueurs de relation. Il existe des organisateurs textuels de temps (ensuite, au cours du XXe siècle), d’espace (à côté, au bord de la rivière), d’énumération, d’ordre ou de succession (pour commencer, enfin), d’explication ou de justification (autrement dit, pour cette raison), de hiérarchisation (surtout, par-dessus tout), d’opposition et de concession (au contraire, certes), de conclusion (en somme, en conclusion).
Il y a aussi des organisateurs textuels qui n’existent pas en tant que marqueurs de relation, et qui sont parfois des propositions entières. Pour la plupart, ils se situent toujours en tête de paragraphe. Exemples d’organisateurs textuels dans une légende : Une vingtaine d’étés durant,… ; Elle était toute jeune encore… ; Depuis que le vieillard était disparu,… ; Tous les jours, l’été, lorsque le soleil commençait à baisser,… ; Cet automne-là,… ; Et puis un soir,….

### Autres fonctions
Outre les connexions, la cohésion et la cohérence des parties de discours/texte et de l’ensemble de celui-ci sont aussi assurées par des références à quelque chose qui précède dans celui-ci (anaphore), à quelque chose qui suit (cataphore) et à quelque chose de la réalité extérieure au discours (deixis).
Certains auteurs considèrent ces fonctions comme secondaires pour certains connecteurs, sans voir des connecteurs dans toutes les entités anaphoriques, cataphoriques et déictiques. Par exemple, les connecteurs pour cette raison ou ceci dit sont aussi des anaphoriques se référant à ce qui a été dit/écrit juste avant.
D’autres auteurs incluent parmi les connecteurs des entités à fonction seulement anaphorique ou cataphorique, tels les articles définis, les pronoms, les syntagmes déterminant démonstratif ou possessif + nom :
Ce peintre est très admiré; il a exposé ses œuvres dans plusieurs pays.
J’ai écouté son dernier album; ce disque ne correspond absolument pas à mes goûts.
À Bombay ? J’y suis déjà allée à plusieurs reprises.

## Sources bibliographiques
- (ro) Bidu-Vrănceanu, Angela et al., Dicționar general de științe. Științe ale limbii [« Dictionnaire général des sciences. Sciences de la langue »], Bucarest, Editura științifică, 1997  (ISBN 973-440229-3) (consulté le 28 janvier 2018)
- (en) Bussmann, Hadumod (dir.), Dictionary of Language and Linguistics [« Dictionnaire de la langue et de la linguistique »], Londres – New York, Routledge, 1998  (ISBN 0-203-98005-0) (consulté le 28 janvier 2018)
- Cadre européen commun de référence pour les langues : apprendre, enseigner, évaluer, Conseil de l’Europe / Les Éditions Didier, Paris, 2001  (ISBN 227805075-3) (CECR) (consulté le 28 janvier 2018)
- Chartrand, Suzanne-G. et al., Grammaire pédagogique du français d’aujourd’hui, Graficor, 1999
- (cnr) Čirgić, Adnan ; Pranjković, Ivo ; Silić, Josip, Gramatika crnogorskoga jezika [« Grammaire du monténégrin »], Podgorica, Ministère de l’Enseignement et des Sciences du Monténégro, 2010  (ISBN 978-9940-9052-6-2) (consulté le 28 janvier 2018)
- (en) Crystal, David, A Dictionary of Linguistics and Phonetics [« Dictionnaire de linguistique et de phonétique »], 4e édition, Blackwell Publishing, 2008  (ISBN 978-1-4051-5296-9) (consulté le 25 mars 2023)
- (hu) Csűry, István, Kis könyv a konnektorokról [« Petit livre sur les connecteurs »], Debrecen, Kossuth Egyetemi Kiadó, collection Officina Textologica, no  13, 2005  (ISBN 963-472-946-0) (consulté le 28 janvier 2018)
- (en) Eastwood, John, Oxford Guide to English Grammar [« Guide Oxford de la grammaire anglaise »], Oxford, Oxford University Press, 1994  (ISBN 0-19-431351-4) (consulté le 25 mars 2023)
- Maurice Grevisse et André Goosse, Le Bon Usage : grammaire française, Bruxelles, De Boeck Université, 2007, 14e éd., 1584 p. (ISBN 978-2-8011-1404-9, lire en ligne [PDF])
- Siepmann, Dirk, « Marqueurs de discours polylexicaux en français scientifique », Revue française de linguistique appliquée, vol. XII, no  2, 2007  (ISSN 1386-1204), p. 123-136 (consulté le 28 janvier 2018)
- (hu) Tolcsvai Nagy, Gábor, « 6. fejezet – Szövegtan » [« Chapitre VI – Textologie »], Kiefer, Ferenc (dir.), Magyar nyelv [« La langue hongroise »], Akadémiai kiadó, 2006,  (ISBN 963-05-8324-0), p. 108-126 (consulté le 25 mars 2023)